# Christian Haas (Designer)
Christian Haas (* 1974 in Erlangen, Deutschland) ist ein deutscher Industriedesigner.

## Leben und Werk
Christian Haas gestalterische Tätigkeit ist vielfältig und umfasst neben Leuchten, Möbel, Porzellan und Glas auch Editionen für internationale Galerien.
Haas studierte an der Fachhochschule München Produktdesign und spezialisierte sich schon während des Studiums auf ästhetisches Design. Von 2002 bis 2004 war er bei der Kristallglasmanufaktur Nachtmann in Franken als Creative Director.
2000 eröffnete Haas sein eigenes Designstudio in München und 2007 auch in Paris. Zu seinen Klienten gehören unter anderen Villeroy & Boch, Rosenthal, Nachtmann, Bauscher, Theresienthal und Autostadt Volkswagen.
Ende 2014 zog Haas von Paris nach Porto, wo er zusätzlich zu seiner gestalterischen Tätigkeit ein Restaurant eröffnete (Mondo Deli), das jedoch im Dezember 2018 schloss.

## Preise
- 2003: Les Découvertes Maison & Objet und DDC Award (Glasserie „Skin“ für Nachtmann)[1]
- 2004: Form Award (Glasserie „Amalfi“ für Nachtmann)[1]
- 2005: Edida Award (Elle Décoration International Design Award): Deutscher Newcomer des Jahres[1]
- 2006: Design Plus Award (Glasserie „Amalfi“ für Nachtmann)[1]
- 2007: nominiert für den Designpreis der Bundesrepublik Deutschland (Glasserie „Amalfi“ für Nachtmann)[1]
- 2008: Grand Prix de l’Art de Vivre (Porzellanservice „Urban Nature“ für Villeroy & Boch)[1]
- 2013: Red Dot Award (Porzellanserie „Artesano Original“ für Villeroy & Boch)
- 2016: Kücheninnovation des Jahres (Porzellanserie „BBQ Passion“ für Villeroy & Boch)
- 2017: German Design Award (Porzellanserie „BBQ Passion“ für Villeroy & Boch)
- 2017: EDIDA 2017 – Best in Tableware (Porzellanserie „Arita/CH“ für Arita/2016)

## Ausstellungen
- 2011: Wien, Stamm Concept Store, Small Worlds – Kleine Welten im Rahmen der Vienna Design Week[5]
- 2012: Paris, Galerie S. Bensimon, Theresienthal-Objekte[6]
- 2013: Amsterdam, M-E-K, Small Worlds und Planet Earth[7]
- 2013: Mailand, Wallpaper-Hand-made-Ausstellung anlässlich der Design Miami, Tasting Cabinet[8]
- 2013: Weil am Rhein, Vitra Design Museum, Lightopia[9]
- 2016: Mailand, Wallpaper-Hand-made-Ausstellung in Kooperation mit Lyngby Porcelaen, Denmark